# 소라속
소라속(小螺屬)는 복족류 원시복족목 소라과의 하위 분류이다.